# Daniel Sampaio
Daniel José Branco de Sampaio GOIH • GCIP (Lisboa, 8 de setembro de 1946) é um psiquiatra, professor catedrático jubilado e escritor português.

## Biografia
Filho de Arnaldo Sampaio e de sua mulher Fernanda Bensaúde Branco, filha de Fernando Branco e de sua mulher Sara Bensliman Bensaúde. É também irmão do ex-Presidente da República Portuguesa Jorge Sampaio.
Viveu em Sintra até aos 15 anos, passando a viver em Lisboa após esta data. Um dos seus amigos de infância é Francisco George. Frequentou o Liceu Pedro Nunes, em Lisboa.
Em 1970, ano em que se licenciou, casou com Maria José Cabeçadas Ataíde Ferreira (1947), médica nefrologista. É pai de três filhos, João, Miguel e Daniel Ataíde Ferreira Sampaio, e avô de sete netos (cinco rapazes e duas raparigas). Tem como hobbies ouvir música clássica, ler ficção, ver futebol e brincar com gatos.
Daniel Sampaio contraiu o novo coronavírus em janeiro de 2021, aos 74 anos. O psiquiatra esteve internado durante 50 dias, precisou de ser entubado e ventilado e perdeu dez quilos. Descreveu a sua experiência de luta pela vida, como algo que o transformou.

### Académica e profissional[5]
Em 1970, formou-se em Medicina pela Faculdade de Medicina da Universidade de Lisboa, obtendo o doutoramento na especialidade de Psiquiatria em 1986. Em 1997, realizou Provas de Agregação na Faculdade de Medicina da Universidade de Lisboa e, desde 2008 é, por concurso, professor catedrático de Psiquiatria e Saúde Mental da mesma Faculdade, tendo atingido a jubilação em 2016.
Diretor do Serviço de Psiquiatria do Hospital de Santa Maria entre 2014 e 2016 e co-fundador das sociedades científicas Núcleo de Estudos do Suicídio, Núcleo de Doenças do Comportamento Alimentar e Sociedade Portuguesa de Suicidologia.
Foi um dos introdutores, em Portugal, da Terapia Familiar, a partir da Sociedade Portuguesa de Terapia Familiar (fundada em 1979). Tem-se dedicado ao estudo dos problemas dos jovens e das suas famílias, através de trabalhos de investigação na área da Psiquiatria e da Adolescência. Organizou, no Hospital de Santa Maria, o atendimento de jovens com Anorexia Nervosa e Bulimia Nervosa.
Na Rádio Renascença, teve um programa denominado Sociedade do Conhecimento, em que também participaram Luís Osório e Paulo Sérgio. De 2008 a 2010, colaborou com o Rádio Clube Português com a rubrica "Visto Daqui". Foi colaborador da revista dominical do jornal Público, até dezembro de 2015.
A 9 de junho de 2006, foi feito Grande-Oficial da Ordem do Infante D. Henrique, grau atribuído pelo Presidente Aníbal Cavaco Silva, e a 26 de outubro de 2016 foi agraciado com a Grã-Cruz da Ordem da Instrução Pública pelo Presidente Marcelo Rebelo de Sousa, que lhe foi entregue a 24 de novembro de 2016, em cerimónia por ocasião do Dia Nacional da Cultura Científica e por ocasião da sua jubilação.
Foi vice-presidente da assembleia geral do Sporting Clube de Portugal, sendo o Sócio N.º 2.780.
Em 2022/23, Integrou a Comissão independente para o Estudo dos Abusos Sexuais na Igreja Católica portuguesa.
Desde 2022 é Sócio Honorário da Associação Portuguesa de Escritores.
Em janeiro de 2025 foi inaugurada uma nova unidade de tratamento psiquiátrico para adolescentes, que resultou de uma parceria entre os Serviços de Psiquiatria e Pedopsiquiatria do Centro Hospitalar de Lisboa Norte, que integra dois hospitais, o Hospital de Santa Maria e o Hospital Pulido Valente. Esta nova Unidade foi designada Unidade Psiquiátrica Integrada para Adolescentes Daniel Sampaio.

## Obras[8]
- Droga pais e filhos, 1978.
- Terapia familiar, 1985.
- Ninguém morre sozinho, 1991.
- Que divórcio?, 1991.
- Vozes e ruídos — Diálogos com adolescentes, 1993.
- Inventem-se novos pais, 1994.
- Voltei à escola, 1996.
- A cinza do tempo, 1997.
- Vivemos livres numa prisão, 1998.
- A arte da fuga, 1999.
- Tudo o que temos cá dentro, 2000.
- Lições do Abismo, 2002.
- Vagabundos de nós, 2003, (adaptado ao teatro) No Brasil: Eu sempre vou te amar.
- Árvore Sem Voz, 2004.
- Lavrar o Mar, 2006.
- A Razão dos Avós, 2008.
- Porque Sim, 2009.
- Memórias do futuro — narrativa de uma família, 2010.
- Da Família, da Escola, e umas quantas coisas mais, 2011.
- Crime na Escola — um policial a duas mãos, 2012.
- Labirinto de Mágoas. As crises do casamento e como enfrentá-las, 2012.
- Crime na casa abandonada (em colaboração com Gonçalo Sampaio), 2013.
- Diário dos tempos da crise, 2013.
- O tribunal é o réu, 2014.
- Sala de espera, 2016.
- Última Lição, 2016.
- Do Telemóvel para o Mundo, Pais e Adolescentes no tempo da Internet, 2018.
- Dá-me a Tua Mão e Leva-me, 2020.
- Covid 19 — Relato de um sobrevivente, 2022.
- A Arte da Fuga 25 anos depois, 2023.
- Para tão curtos amores, tão longa vida, 2023.